# Catawba, Ohio
Catawba là một làng thuộc quận Clark, tiểu bang Ohio, Hoa Kỳ. Năm 2010, dân số của làng này là 272 người.

## Dân số
- Dân số năm 2000: 312 người.
- Dân số năm 2010: 272 người.